# Costa Rica Open
Het Costa Rica Open was een internationaal golftoernooi, dat deel uitmaakte van de Tour de las Americas en sinds 2003 ook van de Europese Challenge Tour.
In 2006 werd het toernooi genoemd naar de initiatiefnemer van het toernooi, Kai Fieberg, die eerder dat jaar na een auto-ongeluk om het leven kwam. Ook in 1979 en 1980 organiseerde hij twee toernooien, die de Friendship Cup werd genoemd, maar soms ook het Costa Rica Open.
In 2008 werd het voortgezet als de Costa Rica Golf Classic. De Classic zal deel uitmaken van de Tour de las Americas en de Canadian Tour, en niet meer van de Europese Tour. Het toernooi was in 2008 in december, en sloot het seizoen van de Tour de las Americas af. Voor de Canadese Tour was het een van de eerste toernooien van het seizoen, dat voornamelijk in 2009.

## Winnaars
| Jaar                                                               | Baan                                  | Winnaar                          | Score                            | Play-off verliezer               |
| American Express Costa Rica Open                                   | American Express Costa Rica Open      | American Express Costa Rica Open | American Express Costa Rica Open | American Express Costa Rica Open |
| ------------------------------------------------------------------ | ------------------------------------- | -------------------------------- | -------------------------------- | -------------------------------- |
| 2002                                                               | Cariari Country Club                  | Rafael Gómez                     | 289 (+5)PO                       | ?                                |
| Costa Rica Open presented by Credomatic MasterCard                 |                                       |                                  |                                  |                                  |
| 2003                                                               | Cariari Country Club                  | Sebastián Fernández              | 278 (-6)PO                       | Cesar Monasterio                 |
| Costa Rica Open                                                    |                                       |                                  |                                  |                                  |
| 2004                                                               | Valle del Sol Golf Course             | Alessandro Tadini                | 278 (-6)PO                       | Carlos Quevedo                   |
| Costa Rica Open 2005 American Express presented by BETonSPORTS.com |                                       |                                  |                                  |                                  |
| 2005                                                               | Cariari Country Club                  | Kyle Dobbs                       | 280 (-4)PO                       | Sebastián Fernández              |
| Kai Fieberg Costa Rica Open                                        |                                       |                                  |                                  |                                  |
| 2006                                                               | Cariari Country Club                  | Johan Axgren                     | 277 (-7)PO                       | Alexander Norén                  |
| 2007                                                               | Cariari Country Club                  | Miguel Rodriguez                 | 275 (-9)                         | =                                |
| Costa Rica Golf Classic                                            |                                       |                                  |                                  |                                  |
| 2008                                                               | Reserva Conchal Golf Club, Guanacaste | Mauricio Molina                  | 275 (-9)                         | =                                |